# 曼哈頓金融區
40°42′27″N 74°00′40″W / 40.707499°N 74.011153°W
金融區（英語：Financial District），又稱 FiDi，是紐約曼哈頓的一個地區，位於曼哈頓南端，集中了眾多金融機構的辦事處和總部，包括紐約證券交易所和紐約聯邦儲備銀行，是紐約成為世界金融和經濟中心的重要源動力，紐約證券交易所也是世界市值最大的證券交易所。金融區的範圍大致和17世紀的新阿姆斯特丹重疊。近年曼哈頓金融區的人口有所增加。2014年，曼哈頓金融區大約有人口43,000人，大約是2000年23,000的近一倍。

## 外部連結
- 维基导游上有關Financial District, Manhattan的旅行指南
- Photographs of Financial District
- Wikipages Financial District, a wiki-based business directory for New York's Financial District.